# كاميلا (اسم)
كاميلا (بالإنجليزية: Camilla)‏ هو اسم علم شخصي مؤنث، شائع في الغرب، أصله من اللغة الإيطالية ومعناه النقية، له أشكال أخرى مثل كاميل باللغة الإنغليزية.

## الشخصيات
- كاميلا لودينجتون ممثلة إنجليزية.
- كاميلا كوليت ناشطة نرويجية.
- كاميلا أرفويدسون ممثلة إنجليزية.
- كاميلا ألفيز عارضة ومصممة أزياء برازيلية.
- كاميلا بيل ممثلة أمريكية.
- كاميلا دوقة كورنوال
- كاميلا مارتيلي امرأة إيطالية، زوجة كوزيمو الأول من عائلة ميديشي.